# クドわふたー
『クドわふたー』（Kud Wafter）は、Keyが開発し2010年6月25日にビジュアルアーツより発売された8作目の恋愛アドベンチャーゲーム。略称は『クドわふ』。

## 概要
『リトルバスターズ! エクスタシー』からのスピンオフ作品であり、2009年12月28日に公式ページが開設、『visualstyle Vol.13』の特集において概要が発表された。なお、初回限定版には、オリジナルサウンドトラック、及びKey第9作目の予定である『Rewrite』の体験版が同梱された。最速ビジュアルアンテナ!で池田淳が4コマ漫画を掲載している。また、電撃G's magazineにて漫画版が連載中。
タイトルにある『わふたー』は、メインヒロインである能美クドリャフカの口癖「わふー」と「after」を組み合わせた造語（上述の通り英語での表記は「wafter」）。本編はクドリャフカをヒロインとしたほぼ一本道だが、最初からプレイ可能なルートを終えると新たに「After編」がプレイ可能となり、Key伝統のラストシナリオは受け継がれている。従来のルートは当初の触れ込みどおりクドとのいちゃいちゃを全面に押し出したシナリオ。After編は序盤のみ展開はほぼ共通だが、キャラの立ち位置や一部のイベントが変化し、従来のルートラストで示唆された事件に本格的に挑むことになる。これらを指し、趣の違うW（二つ）のAfterストーリーという意味合いを込めたダブルミーニングが示唆されている。
キャラクターや舞台などの設定は基本的に『リトルバスターズ! エクスタシー』本編に準じる。ただし、ストーリーは本編中のある時点から本編とは異なる分岐したものの延長にあるため、パラレルワールド的な位置付けである。登場しないキャラクターに関しても、セリフの中で言及されていることがある。なお、本編キャラクターのほとんどは帰省中のため登場しない。
後に18禁要素を削除し新たなビジュアルやイベントを追加した『クドわふたー Converted Edition』がPlayStation Portable、PlayStation Vita、Nintendo Switch向けに移植された。また、Windows用にも『CE』と同じ内容の『クドわふたー 全年齢対象版』が発売され、2013年3月29日にはあそべる! BD-GAMEシリーズの一つとしてBDPG版も発売された。

## あらすじ
季節は本編より少し進んだ夏休み、直枝理樹は能美クドリャフカと恋人同士になっていた。
ある日、男子寮のリフォームで起きた水道事故により、理樹の部屋が使えなくなってしまう。そんな理樹にクドが「ルームメイトさん、今も募集中、なのです…」と申し出る。
こうして2人は夏休みの間、他の寮生に気づかれないように同棲生活を始める。

## 登場人物
担当声優は18禁版 / 全年齢対象版 / 劇場アニメ版の順。
直枝 理樹（なおえ りき）
声 - 民安ともえ（エピローグのみ） / たみやすともえ（エピローグのみ） / 堀江由衣
原画：Na-Ga
称号：異様に賑やかな青春を送る普通の少年
本作の主人公。両親を失っているため、他のメンバーが帰省して人が少なくなった中も寮に残ることになる。男子寮のリフォームのミスによって女子寮に住むことになったが、部屋が足りなかったためクドリャフカの部屋で同棲することとなる。以前よりもナルコレプシーの発症は少なくなったものの、病気自体は治っていない（ただし、本人は患いを認識していないようである）。本編終盤のみ、ボイスがあてられている。
クドを一途に想っているが、周囲からはそっちの趣味の人ではないかとあらぬ疑いを掛けられた事もある。
度々クドに発情したり、脳内で複数の自分たちの会議を行うなど奇抜な言動が目立つようになった。本編でも気弱な性格ではあったが佳奈多から理不尽に責められたり、周囲からいじられても碌に言い返さないなどより強調されている。
Afterストーリーである発言から世界的に有名になり、その結果、世界を巻き込んだ出来事を起こした。
能美 クドリャフカ（のうみ クドリャフカ / Noumi Kudryavka）
声 - 鈴田美夜子 / 若林直美 / 若林直美
身長：145cm / 体重：37kg / 3サイズ：69/51/72 / 誕生日：6月12日 / 原画：Na-Ga
称号：えきぞちっく（自称）なマスコット
本作のヒロイン。ルームメイトを募集していたため、理樹に同棲を提案する。本編内においても触れられた「宇宙飛行士」という夢に焦点が当てられ、理樹と共にそのための努力をしていくこととなる。季節が夏のため本編内では見られなかった夏服姿であるが、版権イラストで見られるように半袖のブラウスの上からマントと帽子を着用している。
憂希から身体が成長していない事を指摘され、遺伝ではないかと示唆された。その気になれば子供料金で電車に乗車できることや資格を提示しても信じてもらえないなど気にしている。まだ成長すると信じている。
劇場アニメ版では前作のバス事故からただ一人目を覚まさず（原作で最後だった恭介よりも長い）精神世界を彷徨っており、心停止寸前だったが理樹の呼びかけで目を覚ました。
有月 椎菜（ありづき しいな）
声 - 綾瀬菜々 / 仲野七恵 / 仲野七恵
身長：125cm / 体重：25kg / 誕生日：3月25日 / 原画：Na-Ga
称号：夢を追うサテライト少女
将来の夢は宇宙飛行士だが、家族には反対されている。ペットボトルロケット大会で優勝を目標にしているものの、それも母親からは反対されている。その過程でクドリャフカ達と知り合う。クドリャフカに似た人懐っこい性格で、ウェルシュ・コーギーのおおすみさんを連れている。一風変わった感性と言葉を持つ。
氷室 憂希（ひむろ ゆうき）
声 - 奥川久美子 / 襖川久美子 / みくみくみ
身長：165cm / 3サイズ：89/58/84 / 誕生日：11月3日 / 原画：Na-Ga
称号：退屈を持て余す天才○○?
クドリャフカとはテヴア共和国での知り合いでルームメートでもあった。併設校の科学部部長でドイツ人とロシア人のクォーター。本名はアルビナ・セルゲイエヴナ・コロリョワ（Альбина Сергеевна Королёва/Albina Sergeyevna Koroleva）。天才肌だが、エキセントリックな言動や奇抜な行動が目立つ。クドの事はリャーチカと呼ぶ。野菜炒めのピーマンが嫌いで、本人曰く「許せない」とのこと。他にも嫌いなものが多々ある。両親を亡くしストルガツカヤ博士が母親代わりとなって育てられたが、ある事のため宇宙パイロットの夢を断念している。理樹がいるのに平気でバスタオル姿で出てくるなど、大胆な性格。出番は理樹、クドリャフカに次いで多く、それっぽい言動を匂わすものの、濡れ場シーンはない（理樹の妄想シーンでのみあり）。
二木 佳奈多（ふたき かなた）
声 - 涼森ちさと / すずきけいこ / すずきけいこ
身長：163cm / 体重：47kg / 3サイズ：80/57/82 / 誕生日 - 10月13日 / 原画 - 樋上いたる
称号：女子寮を取り締まる新人寮長
現女子寮長。本編では風紀委員長だったが、本作では時間の経過により役職が変わっている。本編ではきつい性格での言動もあったが、本作では妹を絶えず気にかけるなど以前より柔らかい性格となり妹至上主義へと変わっている。夏でありながら長袖のジャージを身につけている理由は本編の個別ルートにて明かされているが、本作ではそのルートにおける問題はリトルバスターズの活躍によって解決したものとされている。クドリャフカと仲がよく理樹との交際のことも気にしている。
煎餅が好物である出来事からクドと理樹に弱みを握られることとなった。
本編の問題が解決しており理樹を嫌う理由もなくなっているが、嫌ってはいないものの相変わらず理不尽な態度を理樹に取ることが多い。ただし佳奈多自身は知り合いの男子の中ではもっとも評価が高く、仮に理樹がクドと交際しておらず理樹が告白してきたらどうなるかわからない、という趣旨の発言をしている。また本編では苦手と発言していたトマトはむしろ好物になっており、性格や設定が本編とかなり異なる。
あーちゃん先輩
声 - 理多 / 平井理子 / 平井理子
身長：160cm / 体重：45kg / 3サイズ：81/58/83 / 誕生日 - 4月1日 / 原画：樋上いたる
称号：面白おかしいことが大好きな元寮長
本名不明、女子寮の元寮長。本編では寮長だったが、現在は佳奈多に役職を譲っている。家庭科部の部長でもある。耳年増で本編ではクドリャフカのルームメイトを探す理樹に男女同棲を企てていないか問いかけるなどしていたが、そうした愉快な性格は健在。一方、自身が寮長でなくなった影響か、以前よりは規則にルーズになっている。現在は恭介同様に就職活動中の3年生で、基本的に暇をもてあましている。本編では就職活動のために大阪に行くこともあったが、今回は受験を仄めかしており本編と違い進学する予定の模様。
『エクスタシー』本編では立ち絵も含めイラストが一切なかったが、ヴァイスシュヴァルツや漫画版などの関連作品でビジュアルが公開されており、本作でもそれに準じたデザインで登場している。
有月 初（ありづき うい）
声 - あさり☆ / 由宇翼
称号：夢を追ったリアリスト
椎菜の姉で、理樹らと同じ2年生。ファミレスでアルバイトをしている。家庭環境のせいもあり、現実主義で金銭面に煩く貧乏性。かつてラクロスをやっていたものの、怪我が元で断念している。
異性間の恋愛に全く興味なし。ただし理樹がクドと交際しておらず理樹が告白してきたら、期待はしないが拒む理由もない、という積極的な理由ではないが付き合うかもしれない、と発言している。佳奈多同様自分から告白という事は考えられないが、あーちゃん先輩からはやはり佳奈多同様「理樹を普通の男子と違う扱いしている」と指摘されている。
椎菜の母
声 - 佐々木あかり / 佐々木あかり
初と椎菜の母親で絵本作家。夫とは離婚しており母子家庭。本来は独特なセンスの絵本を描いていたが、家計のため今は一般向けの絵本を描いている。
けーくん
椎菜の幼馴染。いつも椎菜にそっけない態度をとっている。
ストルガツカヤ博士
声 - 鈴田美夜子 / 若林直美
クドの母親で宇宙飛行士。性格はかなり明るい。物語開始前に宇宙ステーションに上がっており、日本語ができるので宇宙から日本の番組への出演もしているが、しょっちゅう私情に使ってリポーターを悩ませ、遂にはコーナー名まで変更させてしまう。年齢の割に身体があまり成長しておらず、その傾向が娘のクドにも受け継がれている。
ストレルカ & ヴェルカ
今作品では既に2匹の子犬を産んでいる。
おおすみさん
椎菜のペットの犬。犬種はウェルシュ・コーギー。名前の由来は人工衛星のおおすみ。
写真屋さん
声 - 田村健一 / 田村健一
今夏で写真屋を閉店させるため、使わなくなった望遠鏡などクドに譲ることにした。
TASA広報官
声 - Jenya / Jenya

直枝 架夜（なおえ かや）
声 - 鈴田美夜子 / 若林直美
誕生日 - 1月12日
理樹とクドの子供。容姿は明言されていないが、理樹譲りの黒髪とクド譲りの蒼眼であることのみ作中の描写からわかる。一人称は「ぼく」。
ゲーム内ではビジュアルは存在しないが、サウンドトラック「Albina -Assorted Kudwaf Songs-」のジャケットにて、大人になったクドとともにツーショットビジュアルが公開された。

## 主題歌
オープニングテーマ「one's future」
作詞 - 魁 / 作曲 - 清水準一 / 編曲 - Manack / 歌 - 鈴田美夜子
VisualArt's主催のイベント「V.I.P」第8回において歌唱担当の鈴田美夜子によるミニライブという形で初披露されたが、彼女が顔出しできないため、着ぐるみにクドリャフカのものを模した帽子とマントを身に着けた姿でのステージであった。なお、鈴田は後日開催された「KSL Live World 2010 -way to the Kud-Wafter-」にも同様の着ぐるみ姿で出演した。
『Converted Edition』では歌手名が「能美クドリャフカ」となっている。
エンディングテーマ「星屑」
作詞 - 城桐央 / 作曲・編曲 - 清水準一 / 歌 - 霜月はるか
挿入歌「星守歌」
作詞 - 城桐央 / 作曲・編曲 - 清水準一 / 歌 - 鈴田美夜子
読みは「ほしもりうた」。クドの祖国の民謡という設定であり、本編内でもクド自身が歌っているという形で使用されている。サウンドトラックには演奏つきとアカペラの2パターン収録されている。

## スタッフ
- 制作 - Key
- 企画 - 魁
- 原画 - Na-Ga、樋上いたる
- シナリオ 城桐央
- 音楽 - 清水準一
- 音楽監修 - 麻枝准

なお、音楽を担当する清水準一は本作がデビュー作であり、麻枝准はあがってきた曲の監修という形でのみ本作に関わっている。当初、原画はNa-Gaのみと発表されていたが、佳奈多とあーちゃん先輩のビジュアルを樋上いたるが担当する事となった。

## 音楽CD
one's future
「クドわふたー」のオープニングテーマ曲とそのバリエーション、開設当初から公式サイトで流されていたBGM1曲の全5曲を収録。
作品発売に先駆けて2010年4月23日に発売された。
クドわふたー Original SoundTrack
初回版に同梱。本編の全BGMに加え、エンディングテーマ曲・挿入歌、オープニングアレンジ曲を収録。
後に一般発売されたものはジャケットが異なる。また、基本的な収録内容は同じだが、クリア後のタイトル画面で流れる「hoshizora」のみ、本編同梱版には未収録である。
Albina -Assorted Kudwaf Songs-
コミックマーケット79限定発売の後、一部内容を変更し一般発売。クドわふたー Original SoundTrackをアレンジ、全10曲中4曲ヴォーカル化したアルバム。
アニメーション クドわふたー オリジナルサウンドトラック
劇場版クドわふたーに同梱。

## 漫画
クドわふたー（作：池田淳 / 原作：key）
『最速ビジュアルアンテナ!』で連載されている4コマ漫画。
クドわふたー（作：爆天童 / 原作：key）
『電撃G's magazine』2010年5月号から2014年2月号まで連載。全6巻。
DNAメディアコミックス クドわふたー コミックアンソロジー （発行元： 一迅社）
アンソロジーコミック。既刊2巻。
ハーヴェストコミックス クドわふたー あんそろじーこみっく （発行元： ハーヴェスト出版）
アンソロジーコミック。既刊1巻。性的描写が含まれる作品が収録されているが、成年コミックではない。
マキシマムコミックス クドわふたー 4コマMAXIMUM（発行元： ウェッジホールディングス）
アンソロジー4コマ漫画。既刊1巻。
アース・スターコミックス クドわふたー（発行元： アース・スター エンターテイメント）
アンソロジー4コマ漫画。既刊1巻。

## 小説
クドわふたー アンソロジー クドわふたーダー！（発行元： パラダイム）
アンソロジーノベル。ヒロイン1人にスポットを当てるヒロインセレクト第4巻（1～3巻は「リトルバスターズ！ エクスタシー」が題材）。
なごみ文庫・クドわふたー あんそろじ～のべる（発行元： ハーヴェスト出版）
アンソロジーノベル。既刊1巻。

## 劇場アニメ
2017年6月29日に、リトルバスターズ！10thAnniversary Mission01として、クドわふたーのアニメ化プロジェクトが同年7月より始動することが正式に発表された。
同年7月19日より行われたクラウドファンディングで目標金額の3000万円にわずか2日で到達したため20分程度のOVAの製作が決定。8月1日には4500万円に達し、長さが30分に延長され、新規主題歌の制作も決定した。そして9月25日には6000万円に到達し、40分程度の劇場アニメの製作が決定した。目標到達後の支援金はアニメのボリュームやクオリティー向上に充てるとされる。最終集計金額は7804万7044円となった。海外向けにもクラウドファンディングが行われ、開始からわずか5日で300万円に到達、海外向け字幕がつけられることとなった。海外での最終集計金額は898万540円。当初は2019年9月の完成を予定していたが、同年3月に監督の交代と2020年9月に延期することが発表され、さらに同年9月には同年11月下旬へのクラウドファンディングリターン送付が発表された。
当初は2021年5月14日に劇場にて一般公開予定であったが、新型コロナウイルス（COVID-19）の感染拡大を受けて、7月16日（伏見ミリオン座のみ8月6日）に延期することが発表された。興行収入は2200万円。
ストーリーは理樹とクドが恋人になっている点では同じだが、内容そのものは原作ゲームと全く異なり、前作「リトルバスターズ！」での精神世界から抜け出す直前のクドの世界で起こった出来事ということになっている。その為、原作では出てこなかったリトルバスターズメンバーも総登場する。また、冒頭の水道管事故も真人が打ったホームランボールが偶然水道管に直撃したということになっている。

### スタッフ
- 原作 - Key
- 監督・絵コンテ・演出 - 鈴木健太郎
- 脚本 - 魁
- キャラクター原案 - Na-Ga、樋上いたる
- キャラクターデザイン・キャラクター監修 - 飯塚晴子
- 設定クリンナップ・プロップデザイン - 兒玉ひかる
- 総作画監督 - 谷川政輝
- 作画監督 - 大西紀子、中島美子、諸石康太、吉田尚人、谷川政輝
- 色彩設定 - 石川恭介
- 美術監督 - 岩瀬栄治
- 撮影監督 - 高橋昭裕、廣瀬唯希
- 編集 - 近藤勇二
- 音響監督 - 本山哲
- 音楽 - Key/ビジュアルアーツ
- 音楽製作ディレクター - 折戸伸治、どんまる
- 劇伴制作 - 清水準一、折戸伸治、PMMK、どんまる、水月陵、麻枝准
- エクゼクティブプロデューサー - 馬場隆博
- プロデューサー - 丘野塔也、松倉友二
- アニメーション制作プロデューサー - 松尾洸甫
- アニメーション制作 - J.C.STAFF
- 配給 - 角川ANIMATION
- 製作 - ビジュアルアーツ

### 主題歌
主題歌「Light a Way」
作詞 - 魁 / 作曲 - 竹下智博 / 編曲 - 中沢伴行、竹下智博 / 歌 - 鈴湯
エンディング歌
「星屑」
作詞 - 城桐央 / 作曲・編曲 - 清水準一 / 歌 - 霜月はるか
「Over The Summer」
作詞 - 魁 / 作曲 - 折戸伸治 / 編曲 - 森藤晶司 / 歌 - 能美クドリャフカ（若林直美）
挿入歌「星守歌」
作詞 - 城桐央 / 作曲・編曲 - 清水準一 / 歌 - 能美クドリャフカ（若林直美）

## その他
クドわふカー
Key公式痛車。初代ホンダ・フィットをベースにしており、加工はグッドスマイルレーシングによる。前述のV.I.P第8回で紹介され、同時にせなかがこの車で全国営業を敢行することが決定した。営業車としての役目を終えた後はオークションにかけられ、約170万円で落札された。先のイベント直前までは折戸伸治の愛車であった。